# Кейли, Уильям
Уи́льям Дже́ксон Ке́йли (англ. William Keighley; иногда написание Уильям Кили; 4 августа 1889 года, Филадельфия, Пенсильвания – 24 июня 1984 года,  Нью-Йорк, Нью-Йорк) —  американский театральный актёр и голливудский режиссёр.

## Биография
После окончания школы драматического искусства Ладлэма, Кейли начал свою актёрскую карьеру в возрасте 23 лет. В 1910-х и 1920-х годах он был актёром, а также занимался режиссурой на Бродвее. С появлением кино, он переехал в Голливуд. В конце концов, он заключил контракт с «Уорнер Бразерс», где он искусно проявил себя в самых разнообразных жанрах. Он был первым режиссёром Робин Гуд (В ролях: Эррол Флинн и Оливия де Хэвилленд), но был заменён на Майкла Кёртиса. Во время Второй Мировой войны, он руководил первым кинематографическим подразделением в воздушных силах армии США. Он вышел в отставку в 1953 году и переехал в Париж со своей женой, актрисой Женевьев Тобин (англ. Genevieve Tobin). На пенсии он стал также известным фотографом, удостоенным наград.
 
Скончался 24 июня 1984 года.

## Частичная режиссёрская фильмография
- The Match King (1932; режиссёрский дебют, co-режиссёр)
- Леди, о которых говорят (1933; co-режиссёр)
- Easy to Love (1934; самостоятельный режиссёрский дебют и фильм с будущей женой Женевьевой Тобин)
- Journal of a Crime (1934)
- Dr. Monica (1934)
- Big Hearted Herbert (1934)
- Kansas City Princess (1934)
- Babbitt (1934)
- Джимены (1935)
- Special Agent (1935)
- The Right to Live (1935)
- Пулями или голосами (1936)
- God's Country and the Woman (1936)
- Зелёные пастбища (1936)
- Принц и нищий (1937)
- Varsity Show (1937)
- Приключения Робин Гуда (1938; co-режиссёр)
- Secrets of an Actress (1938)
- Brother Rat (1938)
- Valley of the Giants (1938)
- Yes, My Darling Daughter (1939)
- Каждое утро я умираю (1939)
- The Fighting 69th (1940)
- Torrid Zone (1940)
- No Time for Comedy (1940)
- Four Mothers (1941)
- The Bride Came C.O.D. (1941)
- Человек, который пришел к обеду (1942)
- George Washington Slept Here (1942)
- Target for Today (1944) (documentary)
- Honeymoon (1947)
- Улица без названия (1948)
- Скалистая гора (1950)
- Close to My Heart (1951)
- Хозяин Баллантрэ (1953)

## Список литературы
1. 1 2  William Keighley // Internet Broadway Database (англ.) — 2000.
2. 1 2  William Keighley // filmportal.de — 2005.
3. 1 2  Deutsche Nationalbibliothek Record #121153932 // Gemeinsame Normdatei (нем.) — 2012—2016.
4. ↑  http://www.allmovie.com/artist/william-keighley-p97023 Архивная копия от 19 февраля 2018 на Wayback Machine. Accessed 12 March 2016